# My December
My December je název třetího alba americké zpěvačky Kelly Clarkson, které vyjde 22. června 2007. Název alba byl potvrzen 27. února 2007 na oficiálních stránkách zpěvačky, v rozhovorech uvedla, že všechny písně na albu si napsala sama.

## Seznam písní
1. "Never Again" – 3:36 Videoklip
2. "One Minute" – 3:05
3. "Hole"– 3:01
4. "Sober" – 4:50
5. "Don't Waste Your Time" – 3:35 Videoklip
6. "Judas" – 3:36
7. "Haunted" – 3:18
8. "Be Still" – 3:24
9. "Maybe" – 4:22
10. "How I Feel" – 3:40
11. "Yeah" – 2:42
12. "Can I Have a Kiss" – 3:29
13. "Irvine" – 4:15
14. "Chivas" – 3:31

## Datum vydání
Ve většině rozhovorech, které Kelly poskytla uváděla jako datum vydání My December 24. červenec 2007, ale nedávno[kdy?] vydala prohlášení, ve kterém datum vydání posunula o měsíc, aby se fanoušci stihli naučit její písně před turné, které pojede.

## Konflikt s labelem
Mnoho zdrojů přišlo s tím, že hlava Sony BMG Clive Davis nebyl s albem spokojený a chtěl, aby Kelly své album výrazně změnila, některé zdroje uváděly i to, že chtěl celé album znova natočit a původní materiál nevydat. To ale Kelly Clarkson odmítla.
Tyto zprávy Davis zpočátku razantně popíral a prohlásil dokonce, že Kelly je u Sony BMG jako jeden z nejlepších interpretů a chtěl tak zvěsti o sporu zažehnat, ale Clarkson sama v jednom rozhovoru, když se ji zeptali na tuto událost odpověděla, že to nebylo poprvé, co se ji Davis míchal do záležitostí kolem vydání jejího třetího alba. Davis Clarkson nabídl i 10 milionů dolarů, aby alespoň pět písní z alba nahradila songy od jiných autorů.
Porotce American Idol Simon Cowell nedávno[kdy?] celou situaci komentoval slovy: "Kelly není loutka, aby jí pořád někdo říkal co má dělat. Mohla jít snadnou cestou společně s Maxem Martinem (Since U Been Gone) a měla by zaručené úspěchy. Ona ale udělala opak a rozhodla se sama udávat svůj hudební směr, sama se mohla rozhodnout jestli natočí další popové album nebo něco jiného. Má jeden z nejlepších hlasů současnosti, jen se podívejte kolik deset stihla už prodat."  Archivováno 18. 6. 2007 na Wayback Machine.
První nepříjemnosti nastaly po vydání prvního singlu Never Again, který se sice špatně neumisťoval jeho umístění měly spíše sestupnou tendenci.
Clive Davis prohlásil, že album My December nikdy nepřekoná Breakaway. Sama Clarkson k tomu řekla, že ji mrzí přílišná kritičnost labelu, a že je jí jasné, že album bude jiné než Breakaway.

## Kritika a reakce
První singl Never Again byl vydán 23. dubna 2007 a dosáhl nejvýše v Billboard Hot 100 na osmé místo, podporu rádií ale měl pouze pár týdnů, dokud nezačal rapidně klesat. Toto vedlo k vydání písně Sober, pouhých šest týdnů po vydání Never Again.
Před oficiálním vydáním alba uniklo na internet několik ukázek písní, ke kterým se veřejnost stavěla velmi kladně.
Nicméně se začaly objevovat hlasy, které začaly album označovat za hořké a nedosahující lesku Breakaway. Nejzápornější reakce padly na píseň Maybe, která údajně nemá žádnou zpívatelnou melodii. Píseň Can I Have a Kiss? nazvali jako kavární píseň, která zní dětinsky a lhostejně.
Podle předpovědi kritiků bude album v prvních týdnech prodeje bodovat na předních místech, posléze jej ale čeká strmý pád dolů.

## Singly
Jako první singl byla vydána píseň Never Again, tato informace se objevila na internetu 4. dubna 2007 a v pátek 13. dubna se píseň poprvé objevila v rádiu. Videoklip měl premiéru v pořadu TRL 1. května 2007.
Jako další singl byla vybrána píseň Sober, kterou majitel vydavatelské společnosti označil jako hrob desky. Nezávislí hudební kritici, ale singl už pasovali jako horkého kandidáta na nominaci Grammy. Singl vyšel 6. června 2007.
12. května v rozhovoru pro VH1 řekla Clarkson, že dalšími singly pravděpodobně budou písně Sober, One Minute a Can I Have a Kiss?

## My December turné
Na oficiálních stránkách Kelly Clarkson se objevil termín turné k desce My December, které mělo začít 11. července v Portlandu a celkem 37 zastávek po USA a Kanadě.
V polovině června ale Kelly na svých oficiálních stránkách oznámila, že turné se ruší. Bulváry později spekulovaly, že hlavní vinu zrušení nesla malá prodejnost lístků, to ale nikdo nepotvrdil ani nevyvrátil.

## Umístění
V prvním týdnu prodeje se album velmi dařilo. Ve světové hitparádě se dostal ihned na první místo s celkovým prodejme 390,000 kusů. V USA a ve Velké Británii se dostal na 2. místo. V České republice se album dostalo nejvýše na 33. místo.
| Hitparáda (2007) | Umístění |
| ---------------- | -------- |
| Světová          | 1        |
| USA              | 2        |
| Velká Británie   | 2        |
| Irsko            | 2        |
| Kanada           | 2        |
| Austrálie        | 4        |
| Německo          | 5        |
| Švýcarsko        | 5        |
| Tchaj-wan        | 7        |
| Rakousko         | 8        |
| Brazílie         | 8        |
| Dánsko           | 17       |
| Estonsko         | 26       |
| Finsko           | 28       |
| Švédsko          | 38       |
| Česko            | 43       |
| Polsko           | 51       |